# Karigador
Karigador (olaszul: Carigador) falu Horvátországban, Isztria megyében. Közigazgatásilag Brtoniglához tartozik.

## Fekvése
Az Isztria északnyugati részén, Novigradtól 5 km-re északra, községközpontjától 7 km-re délnyugatra a Dalja-öböl északi részén fekszik. Településrészei Karigador, Mala Punta, Velika Punta, Kamp Park Umag és Štroligarija.

## Története
A település neve az olasz "caricare" (behajóz) igéből származik, mivel ezen a helyen kikötő volt ahol a velencei arzenál számára szánt kitermelt fatörzseket és mezőgazdasági termékeket hajózták be. Ezt a nevet másutt is használták a hasonló funkciójú kikötők megjelölésére. Az egykori kikötőből mára csak a hajók kikötéséhez épített töltés maradt meg.
A falunak 1880-ban 15, 1910-ben 29 lakosa volt. Az első világháború után a rapallói szerződés értelmében Isztria az Olasz Királysághoz került. 1943-ban az olasz kapitulációt követően német megszállás alá került, mely 1945-ig tartott. A második világháború után a párizsi békeszerződés értelmében Jugoszlávia része lett, de 1954-ig különleges igazgatási területként átmenetileg a Trieszti B zónához tartozott és csak ezután lépett érvénybe a jugoszláv polgári közigazgatás. A település Jugoszlávia felbomlása után 1991-ben a független Horvátország része lett. 2011-ben a falunak 194 lakosa volt. Ma Karigador üdülőtelepülés szállodákkal, apartmanokkal, üdülőkkel. Lakói a turizmusból és vendéglátásból élnek.

## Nevezetességei
Az Irgalmas Szűzanya tiszteletére szentelt temploma 1912-ben épült.

## Lakosság
| Lakosság változása | Lakosság változása | Lakosság változása | Lakosság változása | Lakosság változása | Lakosság változása | Lakosság változása | Lakosság változása | Lakosság változása | Lakosság változása | Lakosság változása | Lakosság változása | Lakosság változása | Lakosság változása | Lakosság változása | Lakosság változása |
| ------------------ | ------------------ | ------------------ | ------------------ | ------------------ | ------------------ | ------------------ | ------------------ | ------------------ | ------------------ | ------------------ | ------------------ | ------------------ | ------------------ | ------------------ | ------------------ |
| 1857               | 1869               | 1880               | 1890               | 1900               | 1910               | 1921               | 1931               | 1948               | 1953               | 1961               | 1971               | 1981               | 1991               | 2001               | 2011               |
| 0                  | 0                  | 15                 | 11                 | 16                 | 29                 | 0                  | 0                  | 52                 | 34                 | 40                 | 42                 | 0                  | 0                  | 141                | 194                |